# São Domingos de Pombal
Pour les articles homonymes, voir São Domingos et Domingos (homonymie).
São Domingos de Pombal est une ville brésilienne de l'ouest de l'État de la Paraíba.
Sa population était estimée à 2 719 habitants en 2007. La municipalité s'étend sur 169 km2.